# Josep Montagut i Roca
Josep Montagut i Roca (Móra d'Ebre, Ribera d'Ebre, 1878 - Barcelona, 1956) fou un prevere i escriptor català.

## Biografia
Va néixer a Mora d'Ebre l'any 1878. Era fill de Tomàs Montagut i Antònia Roca. S'ordenà sacerdot i fou doctor en teologia.
A la dècada de 1910 era consiliari de la Junta Regional Tradicionalista de Catalunya i destacà com a orador i propagandista de la causa carlina, pronunciant eloqüents discursos en los aplecs jaumins. L'any 1915 va arribar a rebre una condemna per haver pronunciat injúries a Alfons XIII i la seua esposa des del púlpit de l'església de Sant Jaume de Barcelona.
L'any 1919 seguí l'escissió de Juan Vázquez de Mella, se separà del jaumisme i col·laborà en l'organització del Partit Catòlic Tradicionalista a Catalunya sota la prefectura regional de Teodor de Mas.
Fou nomenat canonge de la catedral de Badajoz, però seguí residint a Catalunya i participant en mítings polítics; col·laborà amb La Voz de Gerona i va donar un suport decidit a la Dictadura de Primo de Rivera. El novembre de 1925 se li va retre un homenatge a Barcelona, en que van participar també dos regidors de l'Ajuntament de Girona: Frederic Maresma i Agustí Pumarola. Lo 29 de maig de 1926 fou nomenat capellà del Palau de Pedralbes, amb una subvenció de 500 pessetes.
Per a Montagut, calia erradicar el clergat que feia política a favor del nacionalisme català, però sacralitzar la idea d'Espanya no es podia considerar opció política perquè, segons Montagut, Espanya i Religió eren "facetes indissolublement unides".
Durant la Segona República va conèixer personalment José Antonio Primo de Rivera i s'afilià a la Falange, formant part de la "Vieja guardia" de Barcelona.
Esclatada la Guerra Civil espanyola, va donar suport als revoltats. Durant la postguerra, fou un dels més destacats propagandistes del franquisme a Catalunya, va manifestar que la pluralitat de llengües era perjudicial per a la unitat d'Espanya degut a "la utilització perversa que se'n havia fet" i va escriure contra l'ús públic del català. És considerat lo primer gran censor franquista de Barcelona. El gener de 1940 fou designat membre de la Comissió Depuradora del Magisteri de Barcelona pel cap provincial de FET y de las JONS i va donar instruccions als mestres perquè procuressen que els escolars aprenguessen bé el castellà a les regions bilingües. Fou capellà de la prefectura provincial del Movimiento.
Dedicà el seu darrer llibre, "Una figura cumbre", a la reina Isabel la Catòlica. Morí a Barcelona als 77 anys, lo 18 d'agost de 1956, a l'avinguda General Sanjurjo n. 17, on se trobava l'Institut Frenopàtic de les Corts, a conseqüència d'una urèmia.

## Obres
- La tesis española y el Vaticano. Recuerdo de la peregrinación patriótica (1925)
- El Dictador y la Dictadura (1928)
- Los errores de la Dictadura y réplica al libro de Cambó (1930)
- El Estado Nacional frente al problema de la pluralidad de lenguas (1939)
- Flores de mi jardín (1949)
- Una figura cumbre (1955)[19]